# Аврам (новгородский мастер)

Мастер Аврам. Скульптура Магдебургских врат

Авраа́м — русский скульптор и литейщик, работавший над бронзовыми Магдебургскими вратами Новгородского собора святой Софии. Сами врата в романском стиле созданы в 1152—1154. Его скульптурное изображение с надписью Мастеръ Аврамъ находится на левой створе врат, в ряду с фигурами немецких мастеров Риквина и Вайсмута. Изображён Аврам с молотом, клещами и штигелем, на его груди (в отличие от немцев) — крест с монограммой Христа. Скорее всего, это автопортрет мастера.
Искусствоведы считают, что фигура Аврама добавлена позже и выполнена в несколько ином стиле, чем большинство других скульптур и горельефов Магдебургских врат. Возможно, Аврам спустя некоторое время руководил работой по поновлению врат и добавил свою фигуру в одном ряду с изображениями немцев. В таком случае он жил не в середине XII в., когда созданы врата, а позже; одни исследователи датируют его деятельность рубежом XII—XIII вв. (А. И. Анисимов, В. Н. Лазарев), другие — XV веком (Анжей Поппэ, И. А. Стерлигова). Стерлигова также считает, что Аврам и его бригада мастеров в XV веке добавила на врата также сюжеты «Сошествие во ад», «Сотворение Евы», «Бегство в Египет» и некоторые другие.